# Хіроптерологія

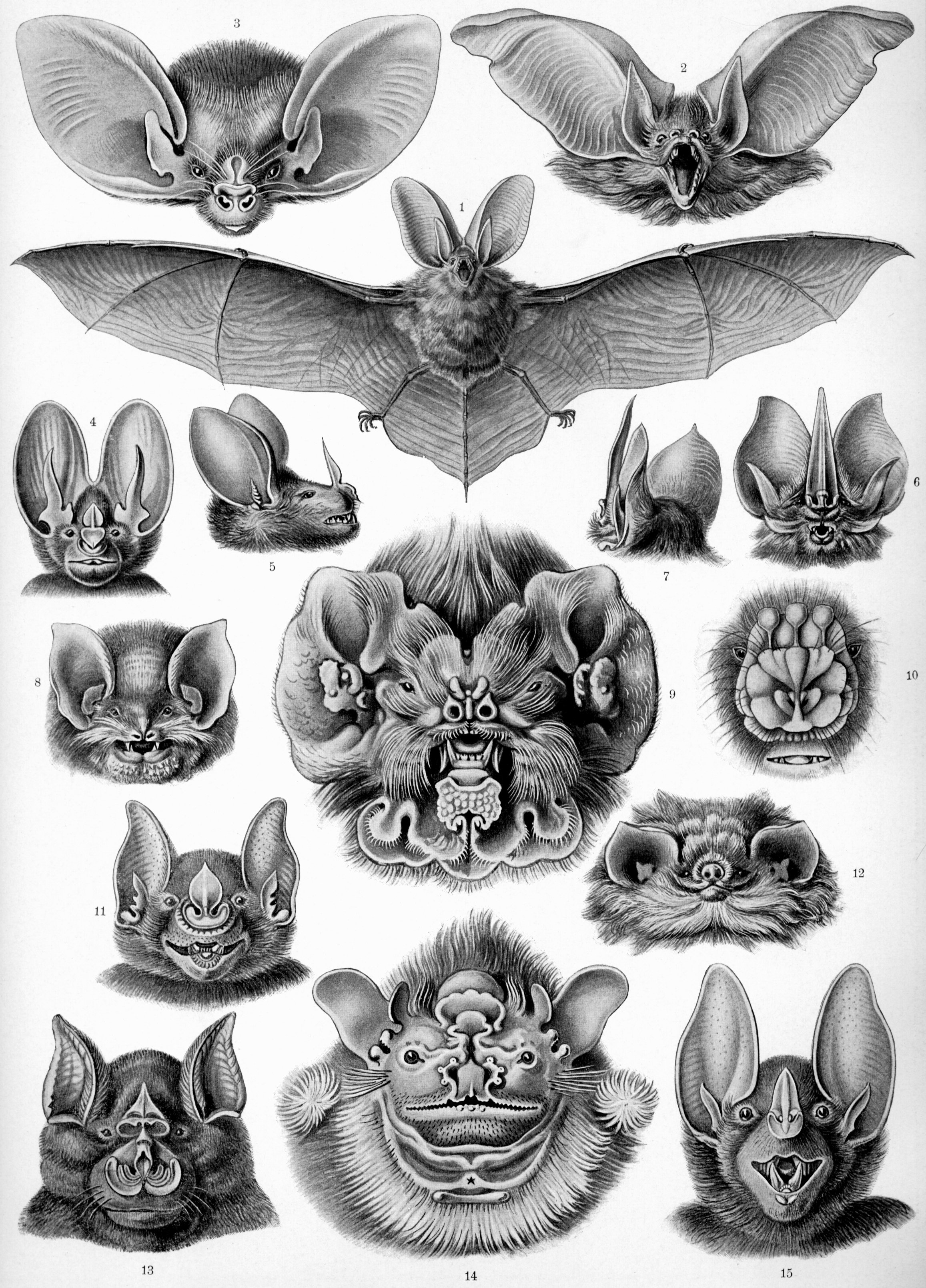
Кажани (Книга Ernst Haeckel, «Kunstformen der Natur», 1904)

Хіроптерологія — розділ зоології (теріології), що вивчає рукокрилих ссавців.

## Наукові товариства та організації
- В Україні дослідження кажанів ведуть зоологи з Українського теріологічного товариства НАН України, актив яких об'єднаний в Український центр охорони кажанів
- Міжнародний союз охорони рукокрилих — Bat Conservation International (BCI), Остін, штат Техас (США, заснований в 1982).  [Архівовано 23 червня 2013 у Wayback Machine.]
- EUROBATs — міжнародна організація, що координує дослідження і моніторинг популяцій рукокрилих у Європі
- Комісія з рукокрилих при Теріологічному товаристві Російської академії наук (створена в 1999)  [Архівовано 9 квітня 2009 у Wayback Machine.]

## Докладніше про EUROBATs
Центральним в Європі координуючим органом в царині моніторингу біорізноманіття кажанів і розробки програм з їх охорони є угода EUROBATs.
Секретаріат EUROBATs та щодворічні зустрічі сторін-учасниць угоди діють в межах угоди EUROBATs, повна назва якої українською буде «Угода про збереження популяцій кажанів в Європі». Україна приєдналася до угоди EUROBATs 1999 року.
Для зустрічей науковців і природоохоронців раз на два роки під егідою EUROBATs проводяться наукові конференції, що мають назву EBRS = European Bat Research Symposium (Європейська зустріч з досліджень кажанів). 2011 року симпозіум відбувся в Литві.

## Журнали
- Acta Chiropterologica (Польща)
- Myotis (Німеччина, Bonn, Зоомузей Олександра Кеніга)
- Plecotus et al. (1998—, Росія)  [Архівовано 26 серпня 2011 у Wayback Machine.]

## Відомі хіроптерологи України
- Василь Абелєнцев
- Олена Годлевська
- Альфред Дулицький
- Ігор Загороднюк
- Юлій Крочко
- Борис Попов
- Катерина Сологор

## Виноски
1. ↑  Останнім часом весь акронім пишуть великими літерами: EUROBATS.